# Staw poprzeczny stępu

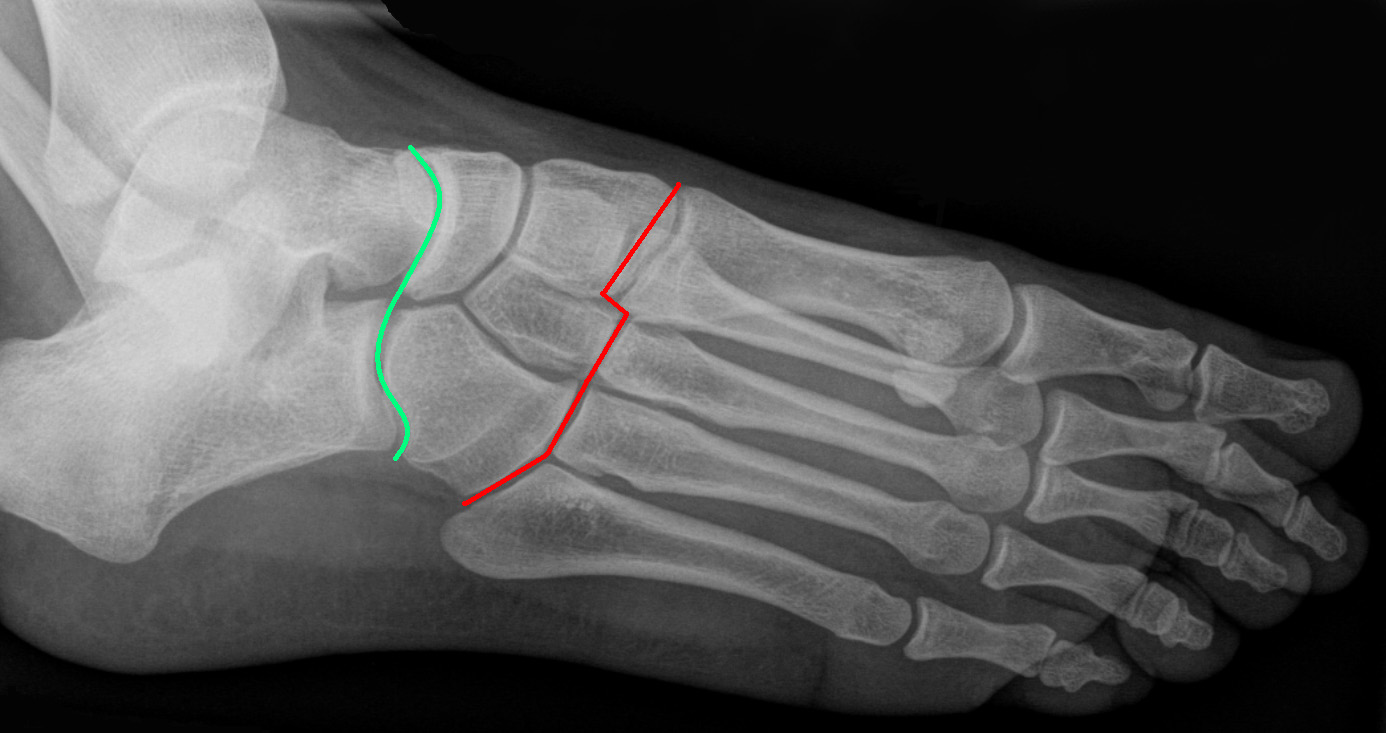
Staw poprzeczny stępu (linia zielona) i stawy stępowo-śródstopne (linia czerwona)

Staw poprzeczny stępu (łac. articulatio tarsi transversa), dawniej nazywany stawem Choparta (łac. articulatio Choparti) – w anatomii człowieka staw złożony kończyny dolnej, obejmujący staw skokowo-łódkowy oraz staw piętowo-sześcienny. Nazwa eponimiczna upamiętnia francuskiego chirurga François Choparta (1743–1795).